# Stazione di Palagiano-Mottola
La stazione di Palagiano-Mottola è una stazione ferroviaria a servizio delle cittadine di Mottola e di Palagiano. È una stazione della ferrovia Bari-Taranto. Fu aperta all'esercizio il 15 settembre 1868. Essa ricade nel comune di Palagiano, ma prende i nomi data la vicinanza con l'altro comune.

## Strutture e impianti
La stazione dispone di un fabbricato ,privo di segnaletica. Vi sono due fabbricati: il vecchio è posto a nord dei binari ed ha una struttura a due piani. Quello nuovo, costruito adiacente al vecchio, è ad un piano e contiene  la nuova sala del capo stazione. La stazione oltre alla sala d'attesa, non dispone di nessun servizio. Vi è un sottopassaggio che collega i tre binari fra loro.

## Movimento
È classificata bronze nella categorizzazione di RFI. Vi fermavano un solo treno regionale al mattino da Taranto per Bari ed una corsa automobilistica sostitutiva nella direzione opposta nel cuore della notte. Fu inoltre una delle poche stazioni della linea Bari-Taranto ad essere presenziata.

## Servizi
La stazione dispone di:
- Sottopassaggio